# Warlock (band)
Warlock was een Duitse heavy metalband uit de jaren 80 die vooral commercieel succesvol was in Europa. De band was ondersteuningsact voor bands als W.A.S.P., Judas Priest, Dio en Megadeth. In 1989 was alleen zangeres Doro Pesch nog het enige oorspronkelijke bandlid. Vanwege juridische redenen trad ze vanaf dat moment onder haar eigen naam op. De band deed vanaf 2003 nog reünies op festivals onder de naam Warlock 1986.

## Bandleden
- Doro Pesch
- Peter Szigeti
- Rudy Graf
- Thomas Studier
- Michael Eurich
- Frank Rittel
- Niko Arvanitis
- Tommy Bolan
- Tommy Henriksen
- Bobby Rondinelli
- Jon Levin

## Discografie
- Burning the Witches (1984)
- Hellbound (1985)
- True as Steel (1986)
- Triumph and Agony (1987)